# Jean François-Poncet
Jean François-Poncet (París, 8 de diciembre de 1928-París, 18 de julio de 2012) fue un embajador y político francés que participó en el Tratados de Roma de 1957 por el que se crearon la Comunidad Económica Europea y EURATOM. 

## Biografía

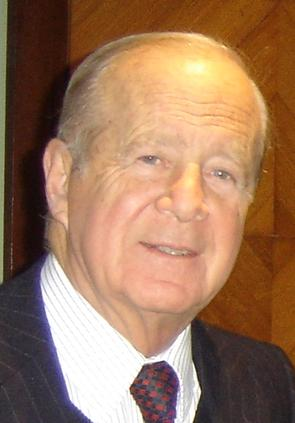
Fotografiado en 2006

Nacido en París el 8 de diciembre de 1928 él era hijo del también político y diplomático André François-Poncet.
Realizó estudios de derecho e ingresó en la Escuela Nacional de Administración (ENA). Posteriormente en 1955 se convirtió en Secretario de Embajada. Tomó parte en la redacción de los Tratados de Roma en 1957. En 1970 dejó la carrera diplomática para formar parte de la dirección de Carnaud S.A., que es una empresa líder del embalage alimentario.
En enero de 1976 volvió a la política para asumir el cargo de Secretario de Estado de Relaciones Exteriores en el ministerio a cargo de Jeaun Sauvagnargues. Posteriormente fue secretario general de la Presidencia. El 29 de noviembre de 1978 fue nombrado ministro de Asuntos Exteriores en el gobierno de Raymond Barre que estaba bajo presidencia de Valéry Giscard d'Estaing.
Elegido senador en 1983 y reelegido en 1992 y 2001. También fue Presidente del Consejo Local de Lot-et-Garonne de 1978 a 1994 y de 1998 a 2004. Fue presidente del Movimiento Europeo Francia.
Hasta su fallecimiento, que se produjo en París el 18 de julio de 2012, ocupaba el cargo de senador por Lot-et-Garonne.